# Bečirovič
Pogostost priimka Bečirovič je po podatkih Statističnega urada Republike Slovenije na dan 1. januarja 2010 manjša kot 5 oseb. 

## Znani nosilci priimka
- Memi Bečirovič (*1961), košarkarski trener
- Sani Bečirovič (*1981), košarkar